# Николај Булгањин
Николај Александрович Булгањин (рус. Никола́й Алекса́ндрович Булга́нин; Нижњи Новгород, 30. мај 1895 — Москва, 24. фебруар 1975. (80. год)) био је истакнути совјетски политичар, који је био на месту министра одбране (1953—1955) и премијер (1955—1958).

## Биографија
Булгањин је рођен у Нижњем Новгороду, као син канцеларијског службеника. Приступио је Бољшевичкој партији 1917. године, а 1918. га је регрутовала Чека, политичка полиција бољшевичког режима. У Чеки је служио до 1922. Након Руског грађанског рата је постао индустријски управник, радећи у управи електроиндустрије до 1927, а као директор московске електродистрибуције од 1927. до 1931. Од 1931. до 1937. је био председавајући извршног комитета Совјета града Москве.
1934. на XVII партијском конгресу Комунистичке партије, Булгањин је изабран за члана-кандидата Централног комитета. Као лојални стаљиниста, брзо је напредовао, док су други лидери падали као жртве Стаљинове Велике чистке 1937. - 38. Јула 1937, је постављен за премијера Руске Републике (РСФСР). Постао је пуноправни члан Централног комитета касније исте године, а у септембру 1938. је постао заменик премијера Совјетског Савеза, и такође шеф Државне банке Совјетског Савеза.
Током Другог светског рата, Булгањин је играо водећу улогу у влади, а и у Црвеној армији, мада никада није командовао на линији фронта. Добио је чин генерал-пуковника и био је члан Државног комитета за одбрану. 1944. је постављен за заменика Комесара за одбрану, испод Стаљина, и служио је као Стаљинов најважнији агент у Високој команди Црвене армије. 1946. је постао министар за оружане снаге, и унапређен је у чин Маршала Совјетског Савеза. Такође је постао члан-кандидат Политбироа Комунистичке партије. Поново је био заменик премијера Совјетског Савеза под Стаљином, од 1947. до 1950. 1948. године је постао пуноправан члан Политбироа.
Након Стаљинове смрти марта 1953, Булгањин је постављен на место министра одбране. Био је савезник Никите Хрушчова током његове борбе за власт са Георгијем Маљенковим, и у фебруару 1955. је наследио Маљенкова на месту премијера Совјетског Савеза. Био је у јавности виђен као поборник Хрушчовљевог програма реформе и дестаљинизације. Он и Хрушчов су заједно путовали у Индију, Југославију и Уједињено Краљевство, где су у медијима били познати као „Б и К шоу."
До 1957, међутим, Булгањин је почео да дели сумње у вези са Хрушчовљевом либералном политиком са конзервативном групом (такозвана „антипартијска група"), коју је водио Вјачеслав Молотов. У јуну, када су конзервативци покушали да уклоне Хрушчова са власти на састанку Политбироа, Булгањин се колебао између две стране. Када су конзервативци поражени и уклоњени из власти, Булгањин је опстао током одређеног периода, али је марта 1958, на седници Врховног совјета, Хрушчов исфорсирао његову оставку. У септембру је Булгањин уклоњен из Централног комитета, и одузета му је титула маршал. Отпослат је у Ставропољ на место председавајућег Регионалног економског савета, што је била симболична позиција. Фебруара 1960. је отишао у пензију.

## Одликовања
- Херој социјалистичког рада (одликован 10. јуна 1955)
- Орден Лењина (двапут одликован, 1931. и 1955)
- Орден црвене заставе (1943)
- Орден Суворова, 1. реда (1945) и 2. реда (1943)
- Орден Кутузова 1. реда (двапут одликован, 1943. и 1944)
- Орден црвене звезде (двапут одликован, 1935. и 1953)
- Орден Републике Туве (3. март 1942)
- Велики крст Виртути милитари (Пољска)